# Бертегон
Бертегон (фр. Berthegon) насеље је и општина у западној Француској у региону Поату-Шарант, у департману Вијена која припада префектури Шателро.
По подацима из 2011. године у општини је живело 282 становника, а густина насељености је износила 26,58 становника/km². Општина се простире на површини од 10,61 km². Налази се на средњој надморској висини од 83 метара (максималној 136 m, а минималној 66 m).

## Демографија
| 1962. | 1968. | 1975. | 1982. | 1990. | 1999. | 2011. |
| ----- | ----- | ----- | ----- | ----- | ----- | ----- |
| 387   | 432   | 387   | 319   | 283   | 297   | 282   |

График промене броја становника у току последњих година